# Zoo Tübingen
Der Zoo Tübingen war eine Gaststätte und Diskothek in der Universitätsstadt Tübingen. Im August 2012 wurde der Club geschlossen.

## Geschichte
In den Anfangsjahren war im Gebäude ein Kleintier-Zoo untergebracht, in den 1950er Jahren ein Tanzlokal. Nach einem Brand wurde das Lokal umfangreich umgebaut und 1981 als soziokulturelles Zentrum wiedereröffnet. 25 Jahre lang prägte „der Zoo“, der bis Ende 2006 noch „Zentrum Zoo“ hieß, das kulturelle Leben in der schwäbischen Universitätsstadt – etwa in den 1980er Jahren mit Liveauftritten von Phillip Boa, den Toten Hosen oder den Fantastischen Vier – oder mit Festivals wie Afro Brazil oder mit Miles Davis. Das Konzept, Livemusik und DJ-Club zu verbinden, wurde vor allem in den 1990er Jahren kultiviert und gehörte zum festen Inventar der alternativen Szene Tübingens.
Ende 2006 rief die Meldung in den regionalen und überregionalen Medien ein breites Echo hervor, der zufolge das Zentrum Zoo geschlossen würde. Letztlich wechselte das Zentrum Zoo die Besitzer und wurde seit Beginn des Jahres 2007 als „Zoo Tübingen“, einem rein kommerziell orientierten Gastronomiebetrieb mit angeschlossener Disco und mit einem Biergarten im Sommer, weitergeführt.
Ende August 2012 wurde der „Zoo“ aufgrund einer neuen Gebührenordnung der GEMA, welche laut Besitzer des Clubs „einen wirtschaftlichen Betrieb unmöglich“ machte, endgültig geschlossen. Das Gebäude wurde 2016 abgerissen.